# Motormuzejs
O Museu do Motor de Riga é o maior museu de veículos antigos dos países bálticos.
O museu foi criado em 1989, numa iniciativa do  Clube do Automóvel Antigo da Letônia (AAK), é uma agência estatal vinculada ao Ministério dos Transportes. Desde 1992, o museu é membro da Associação Internacional dos Museus de Transportes e Comunicação (IATM-ICOM). Localizado em Mežciems, subúrbio de Riga, o museu está hospedado em um edifício especialmente construído pelo arquiteto Viktors Valgums.